# Gudrun Kalmbach

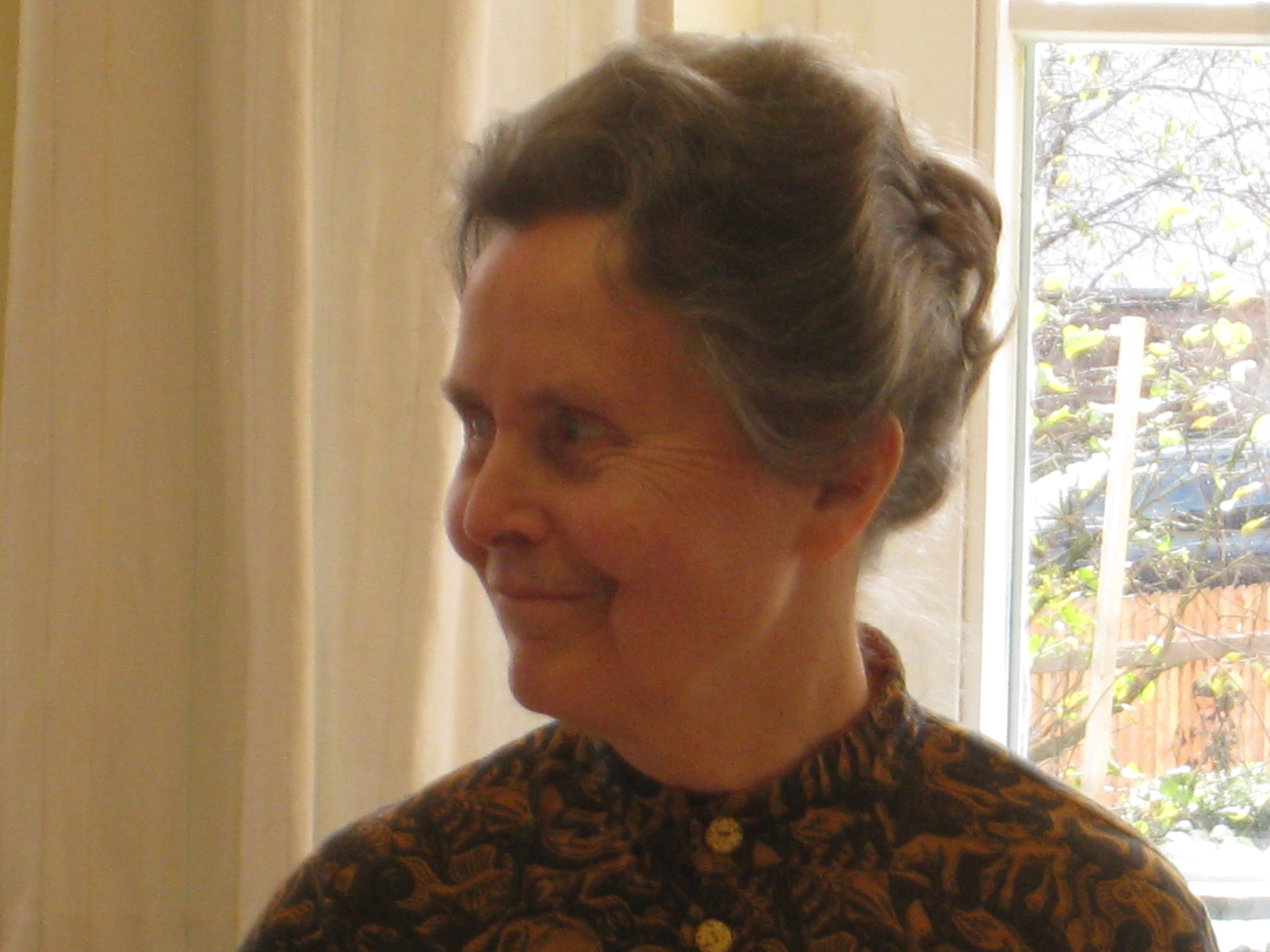
Gudrun Kalmbach

Gudrun Kalmbach (* 27. Mai 1937 in Großerlach; † 25. Juli 2025) war eine deutsche Mathematikerin und bis zu ihrem Ruhestand Professorin an der Universität Ulm.

## Leben
Nach ihrem Studium der Mathematik und Chemie auf Lehramt an der Universität Göttingen promovierte sie 1966 unter Hans Grauert mit dem Thema Über nieder dimensionale CW-komplexe in nichtkompakten Mannigfaltigkeiten.
Von 1967 bis 1969 war sie als Dozentin an der University of Illinois, Urbana tätig. Es schlossen sich Tätigkeiten als Assistant Professor an der University of Massachusetts, Amherst (1970–1971) sowie der Pennsylvania State University (1969–1975) an. Sie wurde 1975 an der Universität Ulm habilitiert. 1975 wurde sie zur ersten Professorin der Universität Ulm ernannt und arbeitete am Lehrstuhl für Zahlentheorie und Wahrscheinlichkeitstheorie. Diese Funktion hatte sie bis zum Eintritt in den Ruhestand 2002 inne.
Sie lebte in Bad Wörishofen.

## Arbeitsschwerpunkte
Gudrun Kalmbach wirkte maßgeblich am Aufbau der Begabtenförderung im Bereich der MINT-Fächer mit.
Sie befasste sich mit Verbandstheorie und Maßtheorie auch mit Hinsicht auf Quantenstrukturen und entwickelte in den 1970er Jahren Quantenlogiken. Kalmbach war Mitglied der American Mathematical Society.

## Schriften
- Diskrete Mathematik. Vieweg Verlag, Wiesbaden 1988, ISBN 3-528-06303-3.
- Mathematik bunt gemischt. I, II (mit R. Schweizer). Reinhardt Becker Verlag, Velten 1996, ISBN 3-89597-269-X.
- Measures and Hilbert Lattices. World Scientific Publishing, Singapore 1986, ISBN 9971-5-0009-4.
- Orthomodular Lattices. Academic Press, London 1983, ISBN 0-12-394580-1.
- (Ed.): Quantum Structures 1,2. In: International Journal of Theoretical Physics. 1991, 1992.
- Quantum Measures and Spaces. Kluwer, Dordrecht 1998, ISBN 0-7923-5288-2.
- Talent Development in Mathematics, Science and Technology.
  - Band I: Aegis-Verlag, Ulm 1989, ISBN 3-924756-04-X.
  - Band II: Aegis-Verlag, Ulm 1991, ISBN 3-924756-06-6.
- (Mitherausgeberin): MINT (Mathematik, Informatik, Naturwissenschaften, Technik). Band 1–36. Aegis-Verlag, Ulm und MINT Verlag, Bad Wörishofen 1997–2016.[5]
- Quantum Mathematics. RGN Publications, Delhi, India, 2015, ISBN 978-81-904221-6-1
- MINT-WIGRIS. MINT Verlag, Bad Wörishofen, Germany, 2017, ISBN 978-3-9818217-1-0